# Erebia subtusminussignata
Erebia subtusminussignata är en fjärilsart som beskrevs av Müller 1928. Erebia subtusminussignata ingår i släktet Erebia och familjen praktfjärilar. Inga underarter finns listade i Catalogue of Life.